# مسجد الشابندر
مسجد الشابندر وهو من مساجد العراق القديمة، ويقع هذا المسجد في جانب الرصافة من مدينة بغداد، في محلة السفينة بمنطقة الأعظمية، وشيد في عهد الدولة العثمانية عام 1320 هـ/1902م، من قبل محمود إبراهيم بن محمد سعيد بن أحمد أغا الشاه بندر، وتبلغ مساحتهُ 300م2، ويتسع حرم المسجد لأكثر من 140 مصل، وفيهِ مصلى صيفي يتسع لأكثر من 50 مصل وبني فيه محراب جميل، وأجريت عليهِ أعمال الصيانة والتعمير في عام 1357 هـ/1938م.
وكلمة الشابندر أو الشاه بندر هو لقب قنصل الدولة ويطلق على شيخ التجار في أيام الدولة العثمانية، وكان محمد سعيد بن أحمد أغا الشابندر رجلاً محسناً من تجار بغداد، وكان لهُ مجلس عامر في داره يحضره أهالي منطقة الأعظمية، وبنى دارين مطلين على نهر دجلة، واوصى ولدهُ محمود إبراهيم ببناء مسجد له في حديقة أحد الدارين ففعل ذلك وبنى مسجد الشابندر وقد بنى جامع آخر في محافظة ميسان (العمارة) وحبس لهُ أوقافاً كثيرة سنة 1304 هـ/1886م، وبنى مسجد في مدينة بعقوبة بمحافظة ديالى سنة 1318 هـ/ 1900م.
وبعد وفاة محمد سعيد الشابندر عام 1324 هـ/1906م، دفنه أبنه محمود إبراهيم في جانب حديقة مسجد الشابندر، وتوجد في المسجد مقبرة دفن فيها أفراد من عائلة الشاه بندر، وخلف المسجد بيت قديم تابع لهُ تسكنه العوائل الفقيرة، وتبلغ مساحتهُ 2500م2.
وذكر هاشم الأعظمي في تاريخهِ: (وتعين من بعده السيد عبد الوهاب أفندي المختار ، بقي فيه إلى أن توفاه الله عام 1365هـ/1946م فتعينت مكانه إلى عام 1368هـ/1949م حيث تعينت إماما ًوخطيباً في جامع الفاروق في جبة لواء الرمادي، فتركتها لأخي السيد فخري، الذي كان يدرس آنذاك، طالباً في كلية الشريعة. بقي فيها إلى أن تعين في وزارة التربية، مدرساً عام 1375هـ/1955م فأعطيت إدارته إلى الحاج حسن عبد الرزاق الأعظمي. ليس للمسجد أوقاف وإنما يصرف عليه القائم بإدارتهِ، حفيدهم السيد سعيد إبراهيم الشابندر).
وكذلك ذكرهُ المؤرخ وليد الأعظمي في كتاب تاريخ الأعظمية حيث قال: (أمر بإنشائهِ محمد سعيد الشابندر، وعند وفاته في رمضان 1320ھ أنشأه ولده محمود الشابندر على قطعة من حديقة قصره، المطل على نهر دجلة. وكان المقريء الحاج محمد العلّو الأعظمي إماماً فيهِ، وفي سنة 1357هـ أعيد بناء المسجد، وأضيفت إلى المسجد قطعة أخرى من الحديقة، بجوار حجرة المقبرة).